# Кавалло, Джош
Джош Кавалло (англ. Joshua John Cavallo; род. 13 ноября 1999, Мельбурн) — австралийский футболист, полузащитник английского клуба «Питерборо Спортс».

## Карьера
Воспитанник клуба «Мельбурн Сити», в 2017—2019 гг. выступал за его молодёжную команду. В 2019 г. был принят в состав новосозданного клуба «Уэстерн Юнайтед» Дебютировал на поле в высшей лиге австралийского футбола, выйдя на замену 3 января 2020 года в матче против своего бывшего клуба; заработал для своей команды пенальти, реализованный Бесартом Беришей, что не спасло «Уэстерн Юнайтед» от поражения со счётом 2:3.
В феврале 2021 года перешёл в команду «Аделаида Юнайтед». По итогам сезона 2020—2021 был удостоен клубом звания «Восходящей звезды».
С 2025 года — игрок английского клуба «Питерборо Спортс».

## Личная жизнь
27 октября 2021 года Кавалло объявил о том, что он — гей; утверждается, что это первый в истории каминг-аут действующего игрока высшей по значимости профессиональной футбольной лиги. 13 марта 2024 года Джон в своих социальных сетях сообщил о помолвке с электриком из Австралии Лейтоном Моррелло.